# Superliga 2001-2002 (Slovacchia)
L'edizione 2001-02 della Corgoň Liga vide la vittoria finale del MŠK Žilina.
Capocannoniere del torneo fu Marek Mintál (MŠK Žilina), con 21 reti.

## Classifica finale
|    | Classifica         | G  | V  | N  | P  | GF | GS | Dif | Pt |
| -- | ------------------ | -- | -- | -- | -- | -- | -- | --- | -- |
| 1  | Žilina             | 36 | 21 | 6  | 9  | 62 | 37 | 25  | 69 |
| 2  | Púchov             | 36 | 18 | 8  | 10 | 48 | 33 | 15  | 62 |
| 3  | Inter Bratislava   | 36 | 16 | 8  | 12 | 53 | 39 | 14  | 56 |
| 4  | Ružomberok         | 36 | 15 | 9  | 12 | 49 | 41 | 8   | 54 |
| 5  | OD Trenčín         | 36 | 15 | 9  | 12 | 45 | 43 | 2   | 54 |
| 6  | Slovan Bratislava  | 36 | 14 | 9  | 13 | 42 | 39 | -3  | 51 |
| 7  | Artmedia Petržalka | 36 | 11 | 14 | 11 | 51 | 45 | -6  | 47 |
| 8  | Dubnica            | 36 | 9  | 11 | 16 | 38 | 48 | -10 | 38 |
| 9  | Košice             | 36 | 6  | 13 | 17 | 30 | 62 | -32 | 31 |
| 10 | Tatran Prešov      | 36 | 8  | 7  | 21 | 35 | 66 | -31 | 31 |

### Verdetti
- MŠK Žilina campione di Slovacchia 2001-02.
- Tatran Prešov retrocesso in II. liga.

## Statistiche e record

### Classifica marcatori
| Gol |  |  | Giocatore        | Squadra            |
| --- |  |  | ---------------- | ------------------ |
| 21  |  |  | Marek Mintál     | Žilina             |
| 15  |  |  | Ľuboš Perniš     | Púchov             |
| 14  |  |  | Róbert Vittek    | Slovan Bratislava  |
| 12  |  |  | Henrich Benčík   | Artmedia Petržalka |
| 10  |  |  | Miroslav Nemec   | Žilina             |
| 9   |  |  | Ľubomír Reiter   | Žilina             |
| 9   |  |  | Tomáš Oravec     | Ružomberok         |
| 9   |  |  | Miroslav Drobňák | Inter Bratislava   |
| 9   |  |  | Martin Fabuš     | OD Trenčín         |
| 9   |  |  | Mário Breška     | Púchov             |